# Där mitt hjärta finns
Där mitt hjärta finns (originaltitel: Where the Heart Is) är en amerikansk dramafilm från 2000 i regi av Matt Williams. Filmen baseras på en roman av Billie Letts.

## Handling
Den gravida 17-åringen Novalee Nation (Natalie Portman) åker hemifrån med sin pojkvän (Dylan Bruno) för att flytta till Kalifornien. När de stannar vid ett varuhus för ett toalettbesök, lämnas hon med tio dollar på fickan. Novalee börjar i hemlighet bo i varuhuset, och efter sex veckor får hon mitt i natten värkar, och ska föda barn. En räddare i nöden i form av en bibliotekarie vid namn Forney (James Frain) dyker upp och förlöser Novalee.
Novalee vaknar dagen efter på ett sjukhus där läkaren (Ashley Judd) informerar henne om läget. Hon har blivit något av en kändis eftersom hon fött barn på ett varuhus. Hon får många brev från folk runt om i Amerika, och 500 dollar från varuhusets ägare. Några dagar senare besöker Novalees mor, som Novalee inte sett på åratal, sjukhuset och övertalar Novalee att flytta in hos henne med barnet (som kom att heta Americus). Novalee ger sin mor de 500 dollarna för att hon ska kunna förbereda sig med barnsaker. När modern nästa dag ska hämta Novalee och Americus från sjukhuset blir Novalee varse att hennes egen mamma lurat henne och stuckit med pengarna.
Under sin tid på varuhuset har Novalee också lärt känna den religiösa damen 'Sister' (Stockard Channing), så när hon efter moderns svek återigen är hemlös får hon bo hos 'Sister'. Novalee börjar därifrån att bygga upp sitt liv, och blir en stark kvinna. Hon blir god vän med bibliotekarien Forney, som tar hand om sin alkoholiserade syster. Forney hjälper också ofta till med att ta hand om Novalees dotter. Forney blir förälskad i Novalee, samtidigt som hon får liknande känslor, men hon anser att hon inte är tillräckligt bra för honom. När Forneys syster sedan dör så älskar han och Novalee med varandra. Han talar om för henne att han älskar henne, men får svaret att hon älskar inte honom. De skiljs sedan åt för att Forney ska börja studera för att bli historielärare. 
Under filmens gång får man även följa pojkvännen som lämnade Novalee vid varuhuset och hans musikerkarriär. Till en början går det bra för honom, men till slut går det sämre och sämre. När han sedan är med om en tågolycka och mister båda sina ben och hamnar i tidningen får han besök av Novalee. Samma dag som han lämnade henne så fick han känna på hennes gravida mage efter barnet, men sa att han inget kände, han berättar för Novalee att det var en lögn. Han vet inte varför. Novalee far sedan till universitetet där Forney studerar för att tala om att hon också ljugit. Att hon visst älskar honom.

## Rollista
| Natalie Portman     | – Novalee Nation             |
| Ashley Judd         | – Lexie Coop                 |
| Stockard Channing   | – Sister Husband             |
| Joan Cusack         | – Ruth Meyers                |
| James Frain         | – Forney Hull                |
| Dylan Bruno         | – Willy Jack Pickens         |
| Sue McCormick       | – Cake Supplier              |
| Keith David         | – Moses Whitecotten          |
| Ray Prewitt         | – Tim                        |
| Laura House         | – Nicki                      |
| Karey Green         | – Rhonda                     |
| Mary Ashleigh Green | – Girl in Bathroom           |
| Kinna McInroe       | – Wal-Mart Clerk             |
| Laura Auldridge     | – Wal-Mart Assistant Manager |
| Alicia Godwin       | – Jolene                     |